# Christophe van der Maat
C.A. (Christophe) van der Maat (Boxmeer, 29 oktober 1980) is een Nederlands politicus namens de VVD. Van 10 januari 2022 tot 2 juli 2024 was hij staatssecretaris van Defensie in het kabinet-Rutte IV. Tijdens een onderbreking van 30 oktober tot 24 november 2023 was hij staatssecretaris van Justitie en Veiligheid in datzelfde kabinet. Van 22 mei 2015 tot 10 januari 2022 was hij lid van de Gedeputeerde Staten van Noord-Brabant.

## Biografie

### Opleiding en loopbaan
Van der Maat ging van 1993 tot 2000 naar het havo en vwo op het Elzendaalcollege in Boxmeer. Van 2000 tot 2006 studeerde hij achtereenvolgens Nederlands recht, bestuurskunde en internationaal recht aan de Universiteit van Tilburg. Van 2006 tot 2007 was hij medewerker onderwijs en onderzoek bij de NSOB. Van 2007 tot 2013 was hij achtereenvolgens adviseur, senior adviseur en teamleider strategie en beleid bij de bestuursdienst bij de gemeente Dordrecht. Van 2013 tot 2015 was hij directeur maatschappij en economie bij de gemeente Roosendaal.
Naast zijn ambtelijke loopbaan was Van der Maat vanaf 2011 als zzp’er actief vanuit zijn eigen 'De Netwerkstad' en deed hij onder meer projecten voor de provincie Noord-Brabant, BrabantStad en het ministerie van Binnenlandse Zaken en Koninkrijksrelaties. Daarnaast was hij in 2011 initiatiefnemer en oprichter van 'Serious Ambtenaar'. In 2012 werd hij door 'Stichting FUTUR' verkozen tot 'Jonge Ambtenaar van het Jaar 2012'.

### Politieke loopbaan
Van der Maat was binnen de VVD van 2010 tot 2012 vicevoorzitter van de Kamercentrale Brabant en van 2012 tot 2014 lid van het Hoofdbestuur met in zijn portefeuille ledenwerving en netwerken. In 2015 en 2019 was hij lid van de Provinciale Staten van Noord-Brabant en in 2019 was hij lijsttrekker bij de Provinciale Statenverkiezingen 2019 in Noord-Brabant. Vanaf 2015 was hij lid van de Gedeputeerde Staten van Noord-Brabant en met in zijn portefeuille Mobiliteit en verkeersveiligheid, Energietransitie mobiliteit, Financiën, Ambtelijke organisatie, dienstverlening en ICT en was hij 1e loco commissaris van de Koning.
Van der Maat was vanaf 10 januari 2022 staatssecretaris van Defensie in het kabinet-Rutte IV. Van 30 oktober tot 24 november 2023 werd hij tijdelijk staatssecretaris van Justitie en Veiligheid in datzelfde kabinet wegens gezondheidsproblemen van Eric van der Burg. De taken van Van der Maat op het ministerie van Defensie werden overgenomen door Kajsa Ollongren. Op 24 november werd hij opnieuw staatssecretaris van Defensie in datzelfde kabinet, wat hij zou blijven tot 2 juli 2024.

### Privéleven
Van der Maat is getrouwd en heeft een kind.